# Магнуссон, Конрад
Конрад Магнуссон (англ. Conrad Magnusson; 10 августа 1873, Норвегия — 14 сентября 1924, Чикаго) — американский перетягиватель каната, чемпион летних Олимпийских игр 1904.
На Играх 1904 в Сент-Луисе Магнуссон входил в состав первой команды США, которая заняла первое место и выиграла золотые медали.